# Thoracantha striata
Thoracantha striata is een vliesvleugelig insect uit de familie Eucharitidae. De wetenschappelijke naam is voor het eerst geldig gepubliceerd in 1833 door Perty.